# Sergio Morin
Sergio Morin (Monfalcone, 16 settembre 1931 – Monfalcone, 12 ottobre 2010) è stato un calciatore e velista italiano.
È morto il 12 ottobre 2010 all'età di settantanove anni a Monfalcone.

## Carriera
Mediano infaticabile, cresciuto calcisticamente nel Monfalcone dove debutta in Serie C, ha la sua grande occasione nel 1950 quando passa all'Inter. Dopo una stagione passata tra i rincalzi, viene ceduto in prestito nel 1951 al Vigevano dove gioca titolare in Serie C.
Torna all'Inter nel 1952 dove è chiuso da mediani come Nesti e Neri e per lui c'è solo spazio per un'apparizione in Serie A l'8 febbraio 1953 in una sfortunata sconfitta interna dei neroazzurri contro il Torino. L'unica consolazione di quell'anno fu comunque la vittoria dello scudetto da parte della formazione neroazzurra allenata da Alfredo Foni.
Le sue opportunità sembrano ormai finite e viene ceduto al Pavia in Serie B dove però si impone e su di lui mette gli occhi Paolo Mazza che a Ferrara aveva portato, sempre nel 1954, il suo ex compagno interista Broccini che, come lui, viene dato dall'Inter alla SPAL quale parziale contropartita alla cessione di Giorgio Bernardin e con il compito di sostituire Dan Ekner. Rimane a Ferrara per due stagioni, con 63 presenze e una rete.
Nel 1956 Mazza lo cede al Napoli dove già si trova un altro ex spallino, Bugatti, e dove l'anno dopo giungeranno, sempre dalla SPAL, Di Giacomo e Novelli e successivamente Costantini. A Napoli Morin si consacrerà definitivamente, restando sino al 1960 per poi scendere di nuovo in Serie B - ironia della sorte assieme ad un altro ex spallino, Fontanesi - con il Verona.
Chiude, dopo 2 campionati in Veneto, nel 1966 in Serie C nella sua città con il Monfalcone, dove disputa altri 4 campionati.
Ha giocato complessivamente 154 in Serie A segnando 2 reti e 74 gare in Serie B segnando 1 goal.
Morin è stato anche un velista e ha vinto sette titoli nazionali e un titolo del mediterraneo.

## Palmarès

### Club

#### Competizioni nazionali
- Serie C: 1

Vigevano: 1951-1952
- Campionato italiano: 1

Inter: 1952-1953